# (37338) 2001 RF93
2001 أر أف 93 (ويعرف أيضًا باسم (37338) 2001 أر أف 93 وفق تسمية الكوكب الصغير) (بالإنجليزية: 2001 RF93)‏ هو كويكب ضمن حزام الكويكبات؛ وترتيبه 37338 من حيث الاكتشاف.
اكتُشف هذا الجُرم الفلكي بواسطة مرصد لويل للبحث عن الأجرام القريبة من الأرض في 11 سبتمبر 2001.

## وصلات خارجية
- (37338) 2001 RF93 في قاعدة بيانات مختبر الدفع النفاث لأجرام النظام الشمسي الصغيرة

- الاكتشاف · مخطط المدار ·  العناصر المدارية · المعلمات المادية

- (37338) 2001 RF93 على موقع ويكي سكاي: DSS2, SDSS, GALEX, IRAS, Hydrogen α, X-Ray, Astrophoto, Sky Map, Articles and images